# تایاشا هریس
تایاشا هریس (انگلیسی: Tyasha Harris؛ زادهٔ ۱ مهٔ ۱۹۹۸) بازیکن بسکتبال اهل ایالات متحده آمریکا است.
وی در مسابقات کشوری و بین‌المللی در مجموع برندهٔ ۲ مدال نقره شده‌است.